# Isla de Obira
Utara (que significa norte) es una pequeña isla indonesia justo al sur de Halmahera, en las Molucas. También conocida como Pulau Obi, Obira o Groot Obi.  Su superficie es de 2.542 km².

## Topografía de Obira
La isla es epónimo de Obi Island Birdwing, una especie endémica de mariposa. Debido a la extensa tala en la isla, que ha reducido su hábitat, la conservación de esta especie es motivo de preocupación.
En 2016, el gobernador provincial Abdul Ghani Kasuba negoció con éxito con el Grupo Jinchun, con sede en China, la construcción de una fundición de níquel de nueve billones de rupias en la isla.